# Spermacoce dasycephala
Spermacoce dasycephala är en måreväxtart som först beskrevs av Adelbert von Chamisso och Diederich Franz Leonhard von Schlechtendal, och fick sitt nu gällande namn av Piero G. Delprete. Spermacoce dasycephala ingår i släktet Spermacoce och familjen måreväxter. Inga underarter finns listade i Catalogue of Life.